# Rebound (fitness)

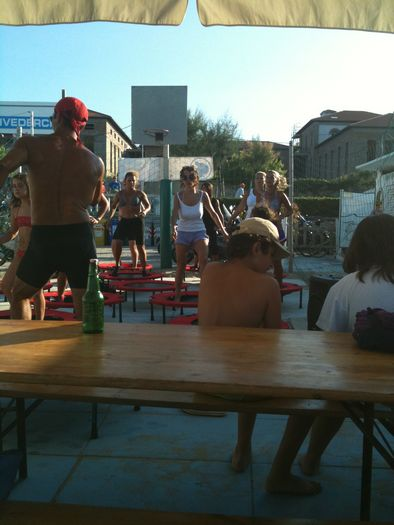
Lezione di Rebound

Il Rebound (o Rebounding) è un'attività di fitness aerobico di gruppo che si effettua su un apposito tappeto elastico rimbalzante.

## Storia
La disciplina è stata ideata da Albert E. Carter, ex trampolinista americano, che brevettò nel 1977 il primo tappeto elastico, nominato Rebounder.

## Descrizione
La disciplina si pratica in palestra o a casa, grazie all'utilizzo di un tappeto circolare rimbalzante.
Esistono quattro tipi di rimbalzo, che costituiscono le fasi di una seduta di allenamento:
- Health Bounce, i rimbalzi della salute

Questa fase consiste nel poggiare entrambi i piedi sul rebounder, con l'obiettivo di staccarli il meno possibile l'uno dall'altro. Tale attività permette al corpo una preparazione completa all'allenamento, svolgendo nello stesso tempo un'azione linfodrenante.
- Aerobic Bounce, i rimbalzi aerobici

Questa fase consiste nel simulare una corsa sul rebounder. Tale attività aiuta a migliorare la circolazione del sangue e ad ossigenare tessuti e organi.
- Strength Bounce, i rimbalzi di rafforzamento

Questa fase consiste nello staccare entrambi i piedi dal rebounder. Tale attività tonifica arti inferiori e superiori, pancia e glutei.
- Sitting bounce, i rimbalzi da seduti

Questa fase consiste nel rimbalzare da seduti, imprimendo forza sul tappeto elastico. Tale attività sviluppa anche i muscoli addominali.